# Дюпюи, Доминик Мартин
Доминик Мартин Дюпюи (1767—1798) — французский генерал времён Наполеоновских войн.

## Биография
Доминик Мартин Дюпюи родился 8 февраля 1767 года в городе Тулуза.

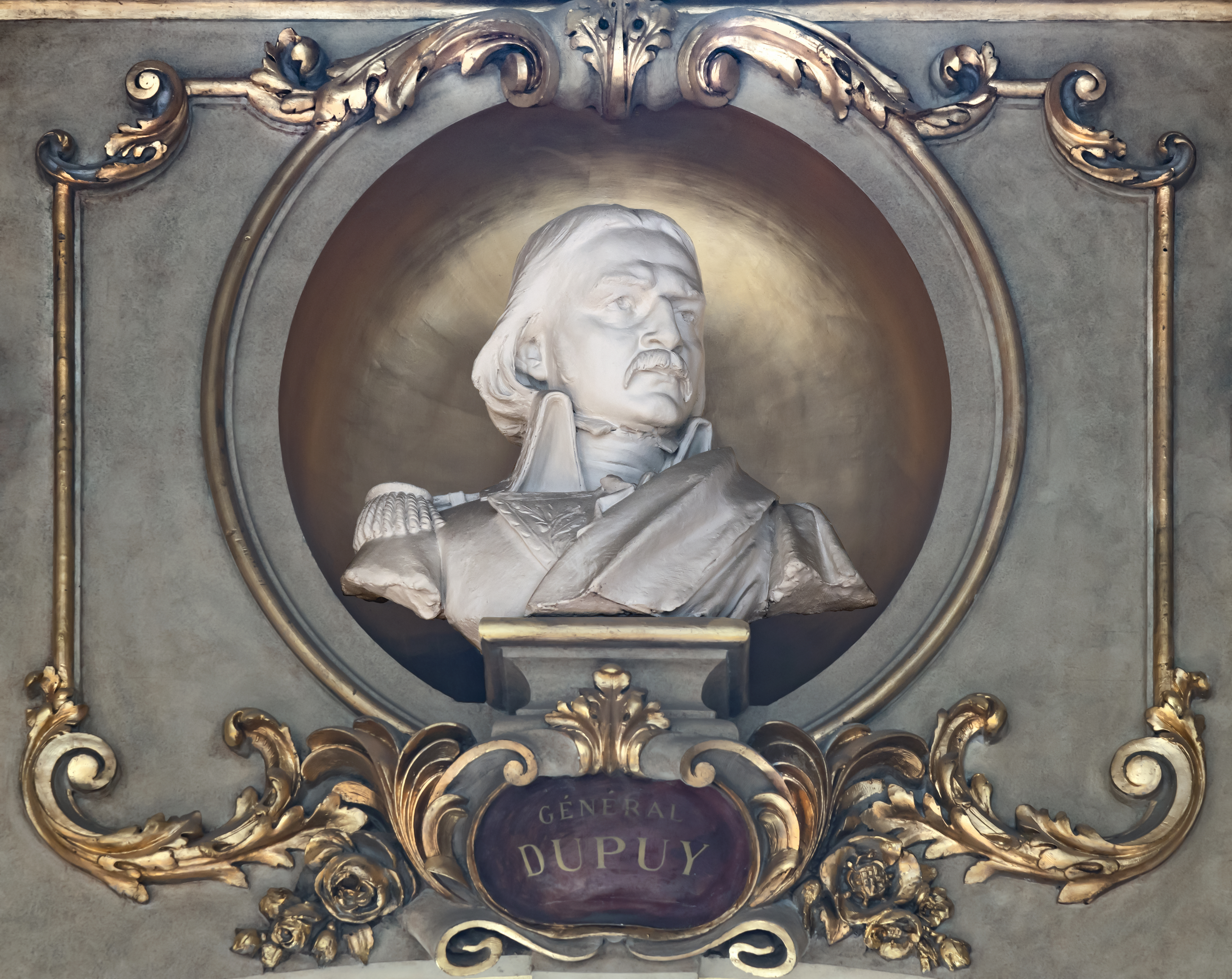
Бюст Дюпюи в Тулузской ратуше

В 1791 году он вступил в национальную гвардию и в 1793 году выделился в войне республики против коалиции, храбро сражаясь, под началом генерала Брюне (фр. Gaspard Jean-Baptiste Brunet), на австрийской границе. В том же году Дюпюи был произведён в генералы, но вслед за тем арестован по обвинению в агитации против Конвента. Разжалованный по суду, он вскоре вновь поступил в армию и в кампанию 1795 года с отличием сражался под началом генерала Лагарпа.
При реорганизации французской армии в 1796 году Доминик Мартин был назначен командованием на должность начальника 32-й полубригады (см. 32e régiment d’infanterie), которая под его началом прославилась в армии своей легендарной храбростью. За отличия в боях 1796 года при Дего, Кальдиеро и Арколе он во второй раз был произведён в генералы, но отказался от этого чина, не желая расставаться со своей 32-й полубригадой.
В Египском походе Наполеона Дюпюи особенно отличился в сражении при Пирамидах в 1798 году. Произведенный в том же году в третий раз в генералы, он был назначен каирским губернатором и во время Каирского восстания 21 октября 1798 года был убит арабами.
Узнав о его смерти, Наполеон Бонапарт воскликнул: «Я потерял друга, армия — храброго солдата, а Франция — одного из благороднейших своих защитников».
В память о Дюпюи был установлен бюст в Тулузской ратуше.